# Marilyn Brain
Marilyn Brain, född den 14 april 1959 i Halifax, Nova Scotia, är en kanadensisk roddare.
Hon tog OS-silver i fyra med styrman i samband med de olympiska roddtävlingarna 1984 i Los Angeles.